# Королі Баварії

Генеалогія королів Баварії

Баварське королівство постало в часи Наполеонівських війн. 1 січня 1806 року Баварське курфюрство було перетворено на королівство. Воно існувало до 1918 року, коли під час революції у Німеччині були повалені усі монархії Німецької імперії. Весь час королями були представники династії Віттельсбахів.

## Династія Віттельсбахів
- Максиміліан I, 1805—1825;
- Людвіг I, 1825—1848;
- Максиміліан II, 1848—1864;
- Людвіг II, 1864—1886;
- Отто I, 1886—1913 номінальний;

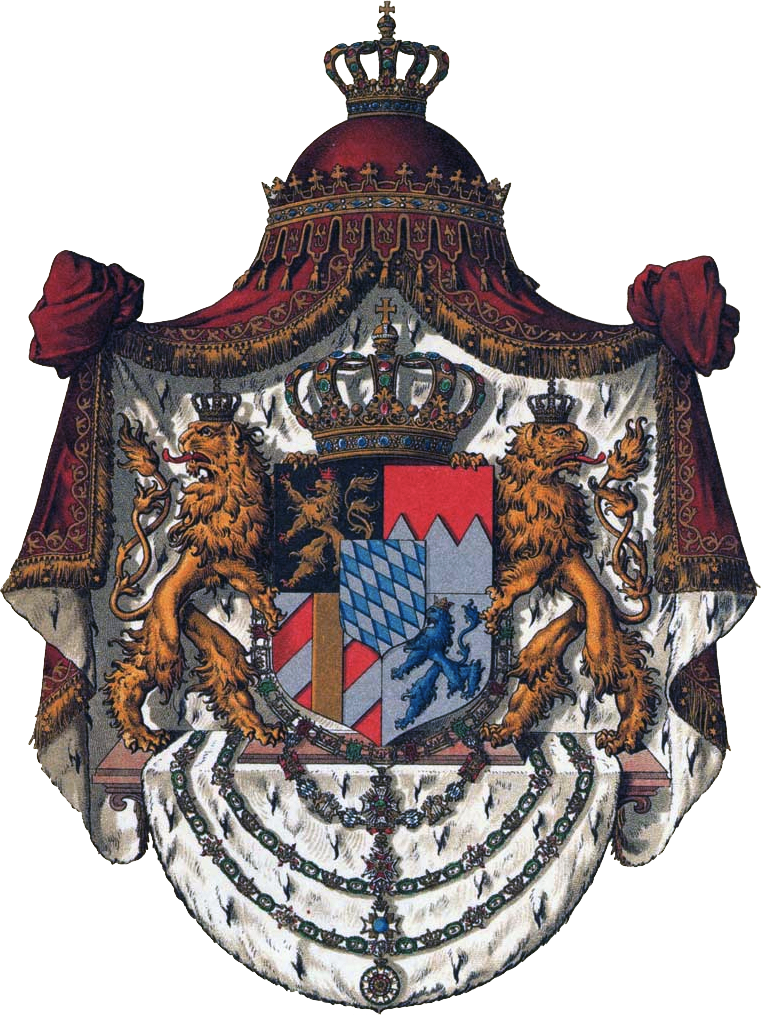
Герб королів Баварії

- Луїтпольд Баварський 1886—1913 регент;
- Людвіг III, 1913—1918.